# Franco Cosimo Panini
Franco Cosimo Panini (Pozza di Maranello, 8 oktober 1931 - Modena, 30 maart 2007) was een Italiaanse uitgever die door zijn Panini-verzamelplaatjes wereldwijd bekendheid heeft verkregen.
In 1961 werd in Italië de eerste Panini-plaatjesverzameling voor de Italiaanse voetballiga uitgegeven. Deze had hij samen met zijn broers Giuseppe, Umberto en Benito  ontwikkeld. In 1970 verscheen het eerste Panini-album over het wereldkampioenschap.
Het wereldwijde succes zorgde ervoor dat er, naast voetbal, ook plaatjes van andere soorten sport werden uitgegeven. Naast sport kwamen er eveneens plaatjesreeksen over strip en muziek. 
Panini werkte als uitgever en schreef onder andere een encyclopedie over de Panini-plaatjes. Op het moment van zijn overlijden was hij de op drie na grootste stripuitgever en gaf hij ook kinder- en jeugdboeken uit. Hij richtte de Panini-groep met meer dan 580 werknemers op. Dit bedrijf heeft zijn hoofdkantoor in Modena en genereert een omzet van 400 miljoen euro.
Franco Cosimo Panini overleed op een 75-jarige leeftijd aan kanker. 